# Montoussé
Montoussé település Franciaországban, Hautes-Pyrénées megyében. Lakosainak száma 248 fő (2022. január 1.). Montoussé Escala, La Barthe-de-Neste, Bizous, Gazave, Izaux, Montsérié, Saint-Arroman és Tuzaguet községekkel határos.

## Népesség
A település népességének változása:
| Lakosok száma | 241  | 247  | 250  | 250  | 252  | 254  | 251  | 250  | 248  |
|               | 2013 | 2015 | 2016 | 2017 | 2018 | 2019 | 2020 | 2021 | 2022 |